# Too Cool to Kill
Too Cool to Kill (en chino tradicional, 這個殺手不太冷靜; en chino simplificado, 这个杀手不太冷静; pinyin, Zhè ge Shāshǒu Bú Tài Lěngjìnges) una película de comedia y acción china de 2022, basada en la película japonesa de 2008 The Magic Hour. Es protagonizada por Wei Xiang como un actor aficionado que es invitado a desempeñar un papel principal en una película y termina envuelto en una situación peligrosa. Fue estrenada en China el 1 de febrero de 2022 (Año Nuevo Chino) y en los Estados Unidos y Canadá el 18 de febrero de 2022. Es el debut como director de Xing Wenxiong.

## Sinopsis
El aspirante a actor Wei Chenggong es invitado por la actriz Milan a protagonizar una película interpretando el papel del asesino a sueldo "Killer Carl". Cuando acepta la invitación, se ve envuelto en una peligrosa conspiración.

## Reparto
- Wei Xiang como Wei Chenggong
- Ma Li como Milan
- Chen Minghao
- Zhou Dayong
- Huang Cailun
- Ai Lun[8]

## Producción
Too Cool to Kill es una adaptación de la película japonesa de 2008 The Magic Hour de Kōki Mitani.
Fue escrita y dirigida por Xing Wenxiong, uno de los escritores de My People, My Homeland. Es el debut como director de Xing. Fue producida por Yan Fei y Peng Damo. El rodaje comenzó el 23 de junio de 2021 y el mismo día se anunció que la película se estrenaría el Año Nuevo chino de 2022.

## Estreno
La película se estrenó en China el 1 de febrero de 2022 (Año Nuevo chino) y se estrenó en un número limitado de ciudades de los Estados Unidos y Canadá el 18 de febrero de 2022 por el distribuidor Well Go USA. Fue la única comedia pura programada para estrenarse en el Año Nuevo chino de 2022.